# غريغوريوس المستنير
القديس غريغوريوس المستنير أو غريغوري المستنير (بالأرمنية: Գրիգոր Լուսաւորիչ) (وُلد حوالي العام 257 وتوفّيَ حوالي العام331) هو قديس شفيع وأول رئيس رسمي للكنيسة الرسولية الأرمنية. كان زعيمًا دينيًا يرجع لهُ الفضل في تحويل أرمينيا من الوثنية إلى المسيحية في 301. وهكذا أصبحت أرمينيا الدولة الأولى التي اعتمدت المسيحية كدين رسمي لها.
يُعتبر غريغوريوس قديسًا شفيعًا لأرمينيا، وهوَ مُبجّل في كنيستي الأرمن الأرثوذكس والأرمن الكاثوليك ومُعظم الكنائس الأرثوذكسية الشرقية والأرثوذكسية المشرقية بالإضافة إلى الكنيسة الرومانية الكاثوليكية والكنيسة الأنجليكانية، ويُحتفل بذكراه في 9 حزيران عند الأرمن الأرثوذكس، و23 آذار عند الأنجليكانيين، و30 أيلول عند الكنائس الأرثوذكسية الشرقية والكنيسة الرومانية الكاثوليكية.

## الحياة الشخصية
كان والدا غريغوريوس أناك وأوكوهي من نبلاء البارثيين الأرمن،  وقد كان والده أناك، مرتبطًا بالسلالة الأرشكية في أرمينيا التي حكمت البلاد، وتشير بعض المصادر إلى أنه ينحدر من أحد الفروع السبعة للسلالة الأرشكية، وهيَ عائلة سورن، التي حكمت منطقة سيستان. وقد اتُّهمَ أناك باغتيال خسروف الثاني، أحد ملوك السلالة الأرشكية، فتم إعدامه. نجا غريغوريوس من عملية الإعدام بمساعدة سوبيا ويفتاغ، اللذين كانا قائمين على رعايته. انتقل للعيش في قيصرية في كبادوكيا حيث كان سوبيا ويفتاغ يأملان في تربيته. أُعطيَ غريغوريوس للأب المقدسي فيرمليانوس (يوثاليوس) لتعليمه وتربيته وجعله مسيحيًا متدينًا.
عند بلوغه سن الرشد، تزوج غريغوريوس من امرأة تدعى مريم، وهي مسيحية متدينة كانت ابنة أمير أرمني مسيحي في كبادوكيا. أنجبت مريم من غريغوريوس طفلين، فرتانيس وأرساتيس. أنجبَ فرتانيس أحفادًا لغريغوريوس ومريم وعندما مات غريغوريوس، خلفه أريستاس. في مرحلة ما، انفصل ميريام وغريغوريوس عن بعضهما من أجل أن يُمضي غريغوريوس طريقه إلى الحياة الرهبانية. غادر غريغوريوس كبادوكيا وذهب إلى أرمينيا على أمل أن تُغفر جريمة والده من خلال قيامه بتبشير وطنه.
في ذلك الوقت اعتلى العرش تيريديتس الثالث، نجل الملك الراحل خسروف الثاني. تأثر تيريديتس جزئياً بحقيقة أن غريغوريوس كان ابن عدو والده، فأمر بسجنه لمدة اثنا عشر عامًا (تشير بعض المصادر إلى أربعة عشر) في حفرة في سهل أرارات تحت كنيسة خور فيراب الواقعة بالقرب من مدينة Artaxata التاريخية في أرمينيا. استُدعيَ غريغوريوس وخرج من الحفرة في حوالي العام 297 لكي يُعالج حالة تيريديتس الثالث، الذي أصابه الجنون بعد أن خانه الإمبراطور الروماني ديوكلتيانوس. غزا دقلديانوس مساحات شاسعة من أراضي المقاطعات الغربية لأرمينيا الكبرى وجعلها تابعة لروما.

## إعلان المسيحية في أرمينيا
في عام 301، عمد جريجوريوس إلى تعميد تيريديس الثالث مع أعضاء البلاط الملكي والطبقة العليا كمسيحيين. أصدر تيريديس الثالث مرسومًا منح غريغوريوس كامل الحقوق لبدء تنفيذ تحويل الأمة بأكملها إلى الإيمان المسيحي. وفي نفس العام، أصبحت أرمينيا الدولة الأولى التي اعتمدت المسيحية دينًا للدولة. أصبحت كاتدرائية فاغارشابات التي بُنيت وقتها على يد أتباع غريغوريوس، مركزًا روحيًا وثقافيًا للمسيحية الأرمنية ومركز كنيسة الأرمن الأرثوذكس. عُمِّدَ معظم الأرمن في نهر مراد (الفرات العلوي) ونهر آراس. قام أميران من أوجين ، الهند ، بتأسيس مملكة كبيرة في أرمينيا في عام 165 قبل الميلاد ، وأنشأوا 22 مدينة تغطي معظم أرمينيا الحديثة بما في ذلك معابد هندوسية مخصصة لجيزان وديميتر. وبحسب رواية زنوب جلاك ،  وهو من أول تلاميذ غريغوريوس المستنير ، تم تدمير المعابد وقتل الكهنة مع 1038 مدافع عن الغارة التي أمر بها غريغوريوس.
تم الحفاظ على العديد من المهرجانات والاحتفالات ما قبل المسيحية (التقليدية الهندية الأوروبية) مثل Tyarndarach (Trndez ، المرتبطة بعبادة النار) و Vardavar أو Vadarvar المرتبطة بعبادة المياه ، التي يعود تاريخها إلى آلاف السنين ، واستمرت في شكل احتفالات وترانيم مسيحية. في 302 ، حصل غريغوريوس على تكريس بطريرك أرمينيا من ليونتيوس قيصرية ،  صديق طفولته.

## التقاعد والموت
في عام 318، عَيّن غريغوريوس نجله الثاني أريستاس كاثوليكوسًا على كنيسة الأرمن الأرثوذكس، من أجل تحقيق الاستقرار ومواصلة تعزيز المسيحية ليس فقط في أرمينيا، ولكن أيضًا في كامل القوقاز. كما قام بتهيئة حفيده غريغوريوس الصغير (أحد أبناء فرتانيس) وأرسله لقيادة البعثات الدينية إلى شعوب وقبائل القوقاز وألبانيا؛ وقد استشهد الشاب بعد قتله من قبل حشد متعصب أثناء وعظه في ألبانيا.
في السنوات الأخيرة من حياته، انتقل غريغوريوس للعيش في ملجأ صغير في أحد الجبال في أرمينيا برفقة مجموعة صغيرة من الرهبان، حيث بقي حتى وفاته.

## التبجيل
بعد وفاته، نُقلت جثة غريغوريوس إلى قرية ثودانوم بالقرب من أرزينجان، كانت رفاته مبعثرة في مكان بعيد في عهد الإمبراطور الروماني الشرقي زينون. يعتقد أن رأسه موجود الآن في أرمينيا، ويده اليسرى في أسقفية تشميادزين، ويده اليمنى في في أنطلياس، لبنان. في القرن الثامن، أدت مراسيم تحطيم الأيقونات في اليونان إلى إصدار أوامر دينية للهروب من الإمبراطورية البيزنطية واللجوء إلى مكان آخر. بُنيت كنيسة سان غريغوريو أرمينو في نابولي في ذلك القرن على بقايا معبد روماني مخصص لسيرس، من قبل مجموعة من الراهبات الفارّات من الإمبراطورية البيزنطية وحملن معهن بقايا القديس غريغوريوس.
يُنسب عدد من الصلوات، ونحو ثلاثين من ترانيم الكنسية للكنيسة الأرمنية، إلى غريغوريوس المستنير. ظهرت عظات له لأول مرة في عمل يسمى Haschacnapadum في القسطنطينية عام 1737، وبعد قرن من الزمان، نُشرت له ترجمة يونانية في البندقية. كما تُرجمت باللغة الألمانية بواسطة عام 1872. نُشر كتاب بعنوان حياة غريغوريوس من قبل فارتابيد ماثيو باللغة الأرمنية في البندقية عام 1749 وتم ترجمته إلى الإنجليزية من قبل القس الأب مالان عام 1868.

## معرض الصور

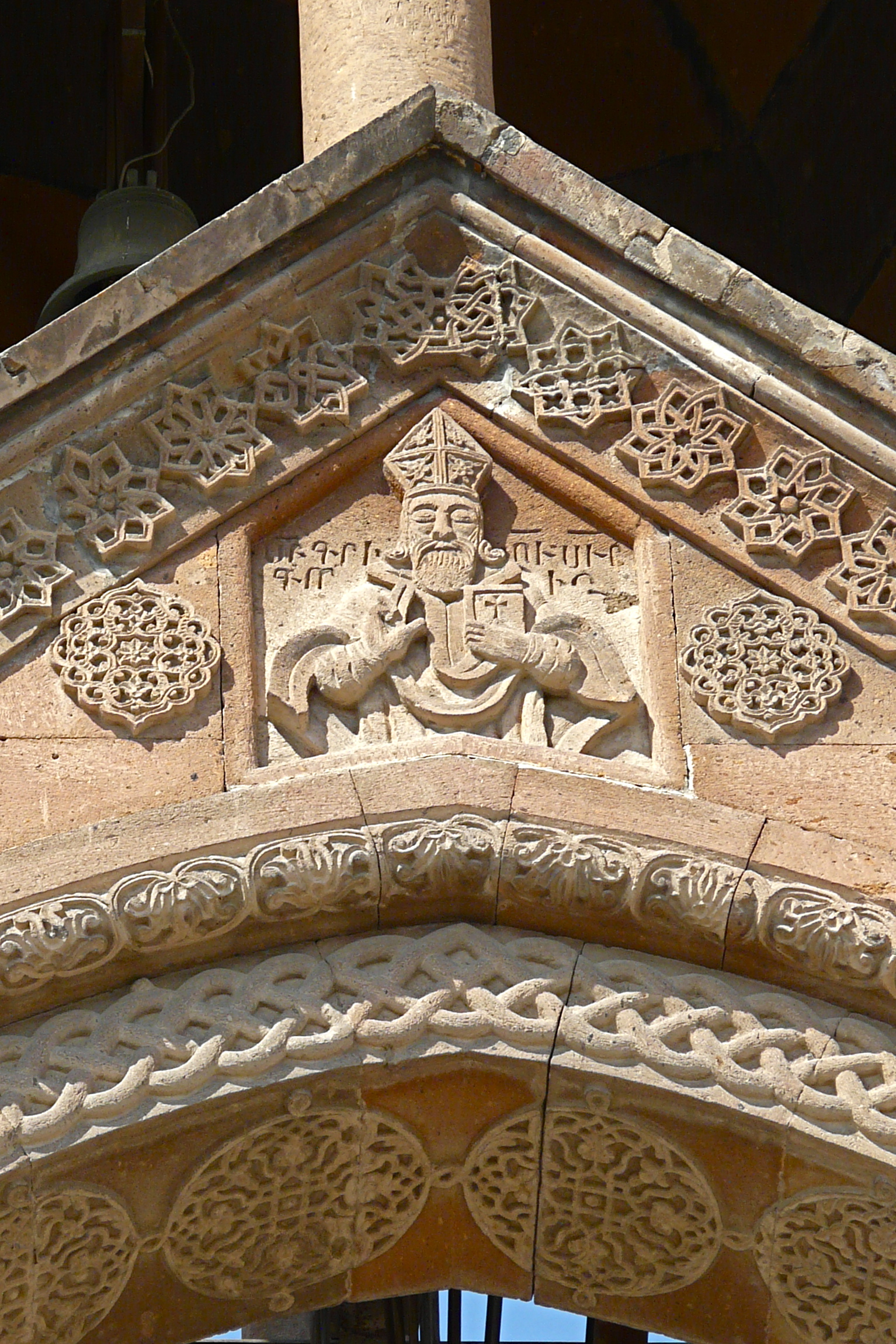
كاتدرائية إتشميادزينه
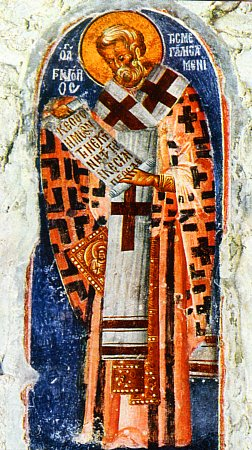
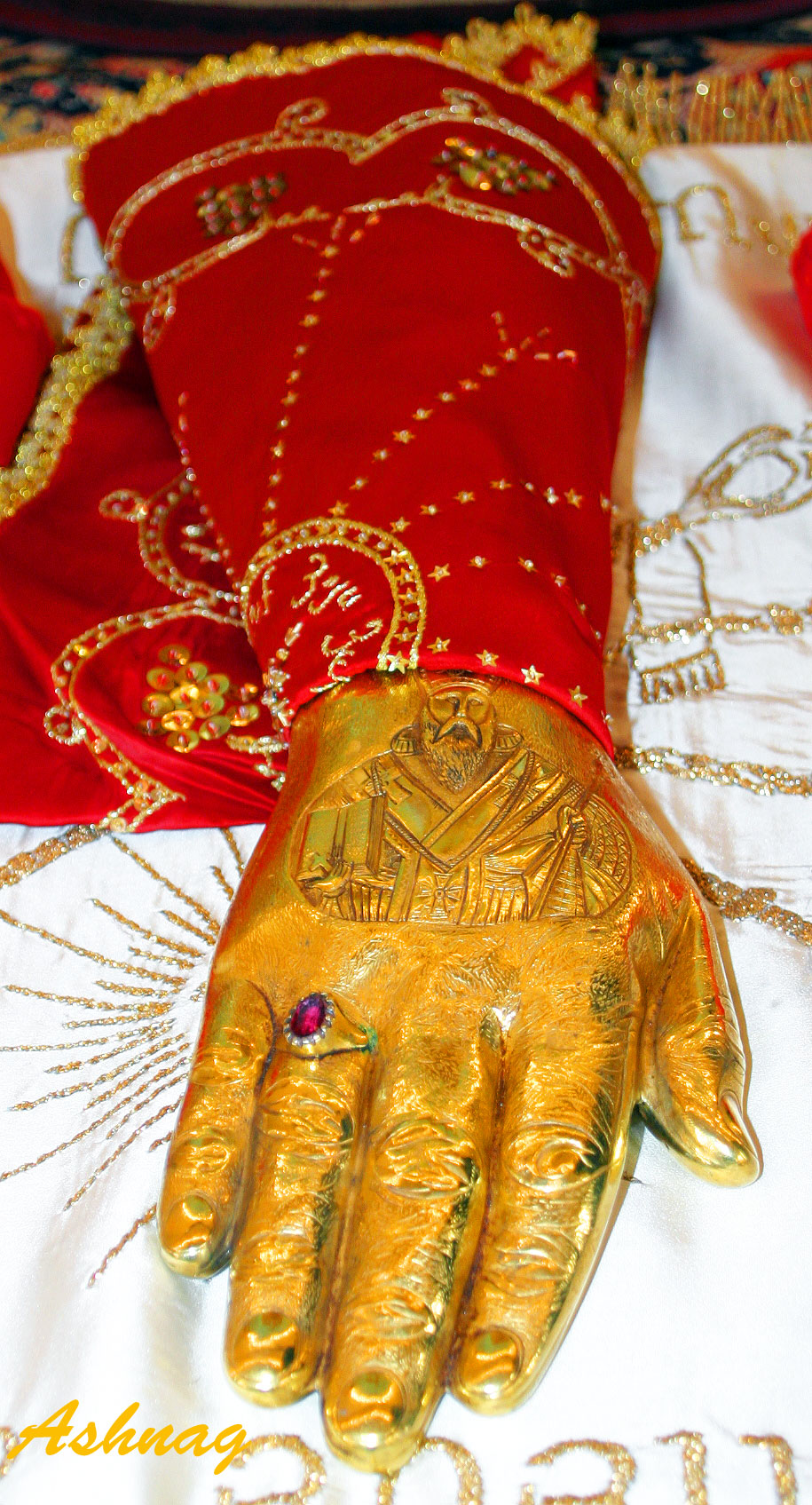
اليد اليمنى للقديس غيرغوريوس المستنير في متحف بطريركية كيليكيا في أنطلياس، لبنان
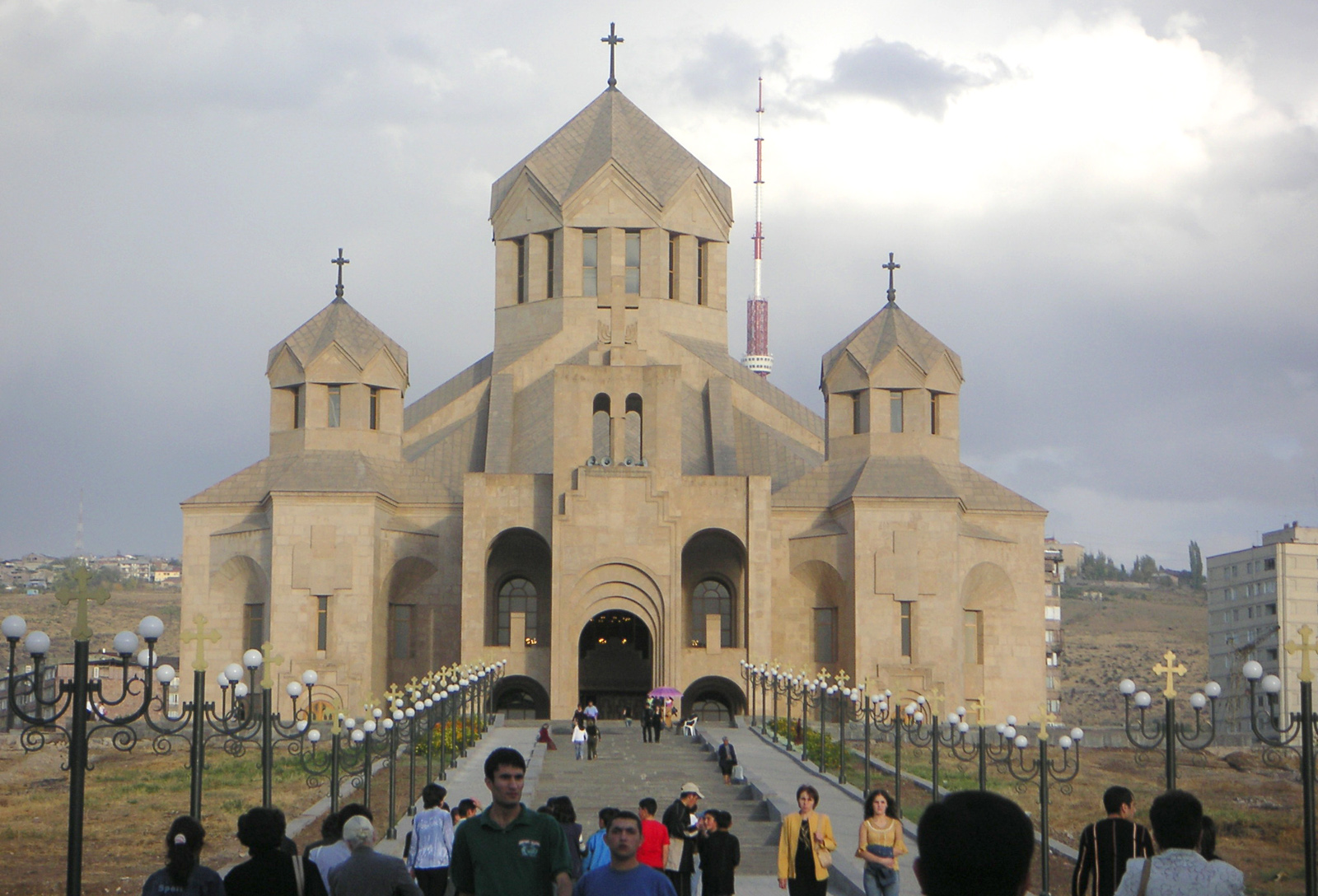
كاتدرائية القديس غريغوريوس (يريفان) (بُنيت عام 2001) تحوي بقايا رفات القديس غريغوريوس.
غريغوريوس المستنير والملك تيريديتس الثالث والمؤرخ آكاتانكيغوس . منمنمة أرمنية رسم فارطان من بدليس، 1569.
يعيد القديس غريغوريوس الشخصية البشرية للملك تيريديتس الثالث أمام الجمهور. منمنمة أرمنية، 1569.